# 加古川市立山手中学校
加古川市立山手中学校（かこがわしりつ やまてちゅうがっこう）は、兵庫県加古川市山手一丁目にある公立中学校。

## 沿革
公式サイト「山手中学校の沿革」による。
- 1947年（昭和22年）
  - 4月22日 - 加古郡加古郡神野村・八幡村・加古村の三ヶ村を学区として、兵庫県加古郡学校組合立山手中学校として創立。神野小学校・八幡小学校・加古小学校の校舎を借用して、授業を始める。
  - 9月13日 - 加古郡神野村西条の旧陸軍中部第66部隊の兵舎を改修し、移転。
- 1950年（昭和25年）6月15日 - 加古川市の新規設置により加古郡神野村が加古川市になる。それに伴い、兵庫県加古川市外二箇村学校組合立山手中学校と改称。
- 1955年（昭和30年）
  - 4月1日 - 加古郡八幡村と加古川市の合併に伴い、兵庫県加古川市加古郡稲美町学校組合立山手中学校と改称。（加古村は、同年3月31日に稲美町となる）
  - 12月1日 - 校章制定。
- 1956年（昭和31年）12月3日 - 校旗・校歌（作詞:竹中郁、作曲:川澄健一）制定。創立記念日を5月22日と定める。
- 1977年（昭和52年）4月1日 - 兵庫県稲美町立稲美中学校（1975年開校）への学年移管終了に伴い、組合立を解消し、加古川市立山手中学校と改称（加古小学校の区域は1975年（昭和50年）度より稲美中へ段階的に学年移管）。
- 1986年（昭和61年）4月1日 - 校区の一部を加古川市立陵南中学校に分離。
- 1997年（平成9年）1月8日 - 丸刈り校則廃止。
- 1998年（平成10年）3月4日 - 創立50周年記念式典。

## 教育目標

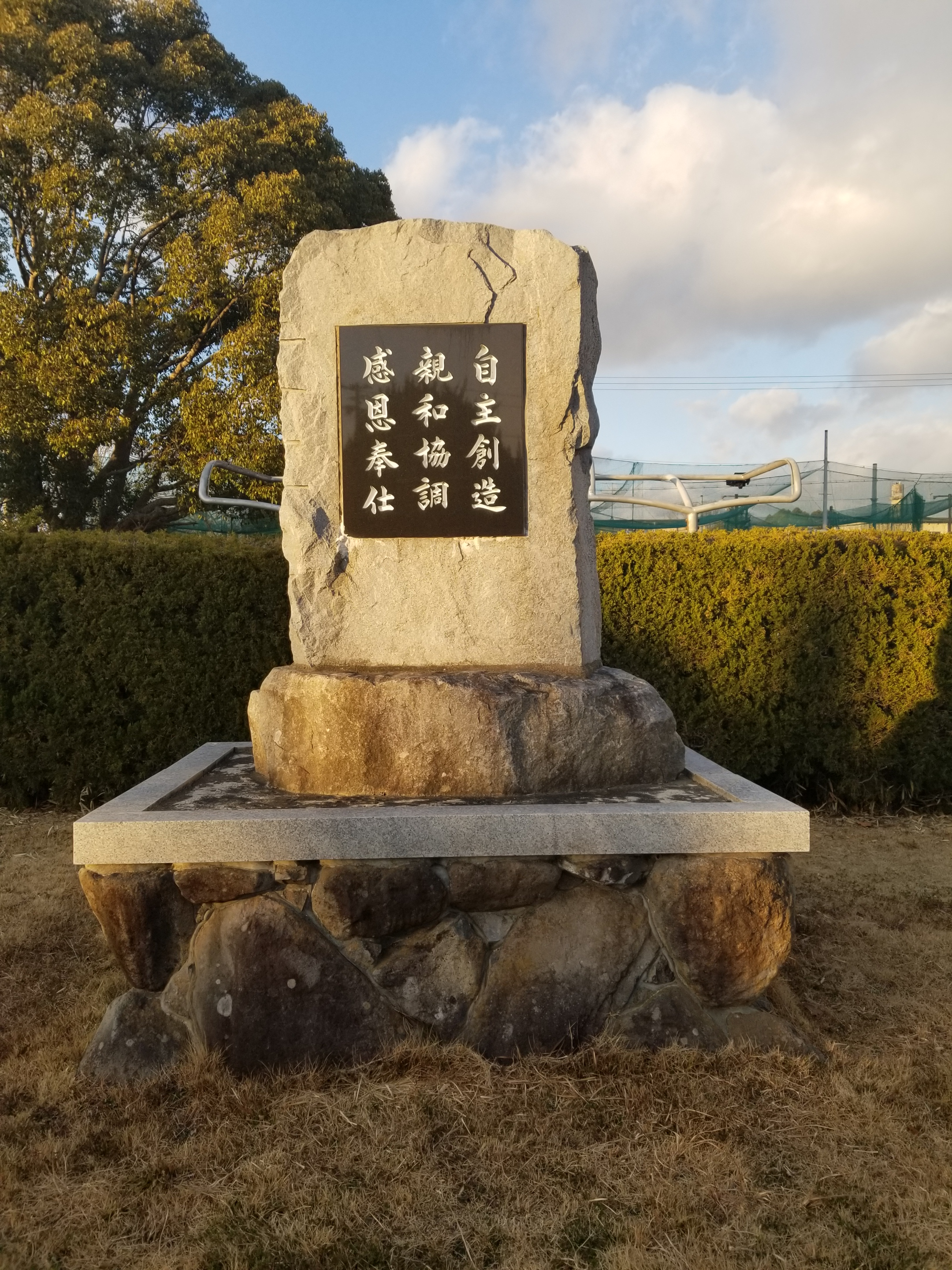
校門脇に立つ山手中学校校訓碑

「自ら学び たくましく生きる 心豊かな生徒の育成 ―学校・家庭・地域の密なる連携のもと―」

## 部活動

### 運動部
- 剣道部
- 男子ソフトテニス部
- 卓球部
- バスケットボール部 - 2001年（平成13年）、男子が全国大会出場。
- 男子バドミントン部 - 2022年（令和4年）、近畿大会出場
- 女子バレーボール部
- 野球部
- 陸上競技部
  - 2002年（平成14年）、2009年（平成21年）全国4位。
  - 2010年（平成22年）、2012年（平成24年）、2013年（平成25年）男子が全国中学校駅伝大会出場、2012年、2013年優勝、2014年6位入賞。

### 文化部
- 音楽部
- 生活部
- 情報研究部
- 美術部

## 通学区域
以下の小学校の通学区域。加古川左岸のうち日岡山より北の市域最北部にあたる。
- 加古川市立神野小学校（福留・石守・石守団地・グリーンタウン・日岡苑地区を除く）
- 加古川市立陵北小学校（全域）
- 加古川市立八幡小学校（全域）

## 近隣
- 西条古墳群
- 西条廃寺跡
- はくほう会加古川病院（旧・甲南加古川病院） - 隣接地に所在。
- 兵庫県立加古川医療センター

## 交通アクセス
- JR加古川線神野駅下車、徒歩30分。
- JR山陽本線加古川駅下車、神姫バス甲南加古川病院行きに乗車して約40分（終点）。

## 校区が隣接している学校
- 加古川市立陵南中学校
- 加古川市立氷丘中学校
- 加古川市立義務教育学校両荘みらい学園
- 三木市立別所中学校
- 稲美町立稲美中学校
- 稲美町立稲美北中学校